# Naturschutzgebiet Rothenmoorsche Sumpfwiese
Koordinaten: 53° 47′ 58″ N, 11° 47′ 52″ O

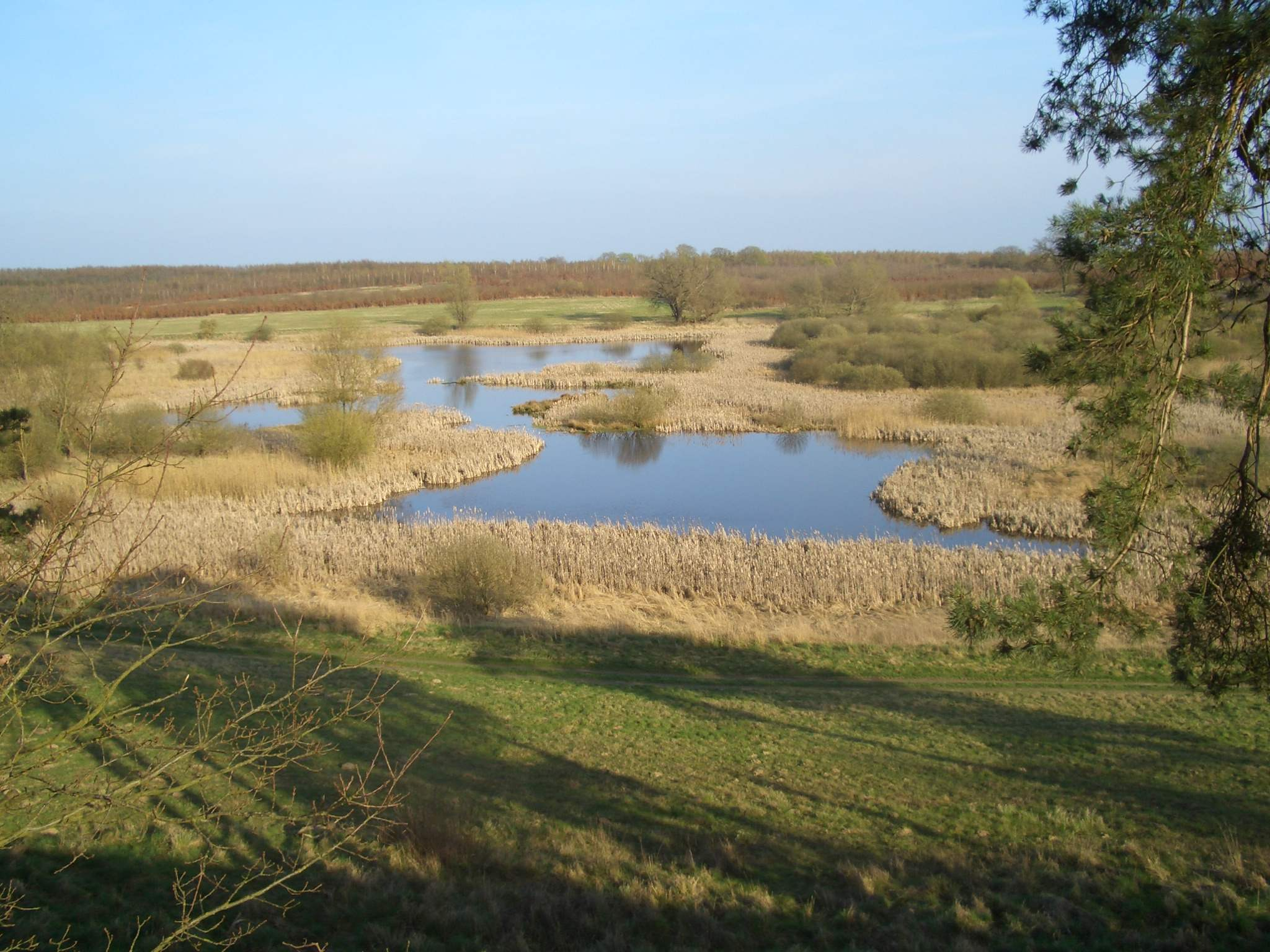
Blick von Westen

Das Naturschutzgebiet Rothenmoorsche Sumpfwiese ist ein Naturschutzgebiet in Mecklenburg-Vorpommern westlich des Ortes Laase. Die rechtliche Festsetzung erfolgte am 19. August 1981 und umfasst eine Fläche von 13 Hektar. Typisch für das Schutzgebiet sind Flachwasserbereiche und Feuchtwiesen, die eine hohe Bedeutung für die Vogelwelt besitzen. Der Gebietszustand wird durch die weitgehend ungestörte Entwicklung der vergangenen Jahre als gut angesehen. An der südlichen Gebietsgrenze informiert eine Tafel über das Gebiet. Einen guten Aussichtspunkt bildet der nördlich gelegene Kronsberg.

## Historie
Der See entstand vor über 10.000 Jahren aus einem Toteisblock der letzten Eiszeit. Das offene Gewässer verlandete, vermoorte und bildete ein Kesselmoor aus. Auf der Wiebekingschen Karte von 1786 ist das Kesselmoor als waldfreie Fläche gut zu erkennen. Im 19. Jahrhundert wurde die ursprünglich abflusslose Senke zur Grünlandgewinnung durch einen fünf Meter tiefen Graben in Richtung Norden entwässert. Einige Wohnhäuser bildeten die Ansiedlung Rothenmoor, die jedoch ab 1956 aufgegeben wurde. Um 1970 begann, nach Verfall des verrohrten Entwässerungsgrabens, der Seespiegel wieder anzusteigen und offene Wasserflächen entstanden. Das Gebiet ist heute nutzungsfrei.

## Pflanzen- und Tierwelt
Prägend für die Flachwasserbereiche sind Röhrichte mit Breiten Rohrkolben und Kalmus. Im Nordosten des Gebiets findet sich ein kleinflächiger Torfmoos-Schwingrasen mit den typischen Arten Moor-Reitgras, Blasen-Segge, Sumpf-Blutauge und Wasserfeder. Die Randbereiche sind mit Grauweidengebüschen und Baumgruppen von Stieleiche, Schwarz-Erle und Moorbirke bestockt. Brutvögel im Gebiet sind Kranich, Flussregenpfeifer, Kiebitz, Schnatterente, Raubwürger und Neuntöter. In den Herbst- und Frühjahrsmonaten sind als Zugvögel Bekassine und Krickente zu finden. Durch das Vorkommen von Wasservögeln, zahlreichen Insektenarten und durch die abgeschiedene Lage nutzen Greifvögel, wie See- und Fischadler, Schwarzmilan und Baumfalke, das Gebiet zur Nahrungssuche. Als Amphibienart ist die Rotbauchunke hervorhebenswert.